# Paritätische Akademie
Die Paritätische Akademie Berlin gGmbH ist eine Fort- und Weiterbildungseinrichtung des „Paritätischen Wohlfahrtsverbands Berlin“. Sie ist die Fort- und Weiterbildungsabteilung der Hochschule für soziale Arbeit und Pädagogik in Berlin. Sie bietet Seminare, Zusatzausbildungen und Veranstaltungen zu Fort-, Aus- und Weiterbildung zu Themen aus der Sozialen Arbeit an.
Die Paritätische Akademie Berlin bietet in Seminaren, Zusatzausbildungen und Veranstaltungen Fort-, Aus- und Weiterbildung aus dem Bereich der Sozialen Arbeit zu folgenden Themen an:
- Qualitätsentwicklung und -management,
- Unternehmensentwicklung,
- Angewandte Betriebswirtschaft und strategisches Firmenmanagement,
- Entwicklung der Führungskompetenzen, Personalentwicklung und Selbstmanagement,
- Fachliche Qualifizierung in der sozialen Arbeit,
- Rechtsfragen in der Arbeit sozialer Einrichtungen,
- ite – Bildungsreisen

Zusammen mit der Alice Salomon Hochschule Berlin und in Kooperation mit der AWO Bundesakademie bietet die Paritätische Akademie Berlin den Masterstudiengang Sozialmanagement an.
Seit 2014 ist in Kooperation mit der Donau-Universität Krems der Masterstudiengang Master of Science (MSc): Management von Sozialeinrichtungen Schwerpunkt Kinder- und Jugendeinrichtungen hinzugekommen, der von erfahrenen Fachkräften auch ohne Abitur absolviert werden kann.
Innerhalb ihres Bildungsprogramms schafft die Akademie Angebote, um freiwilliges Engagement zu fördern, zu begleiten und zu entwickeln. Ein Sonderprogramm zur Schulung von Ehrenamt und Selbsthilfe wird in enger Abstimmung mit den Kunden bedarfsorientiert umgesetzt.
Im Jahr 2006 ist aus einer Initiative der Paritätischen Akademie Berlin das Berliner Ehrenamtsnetz www.ehrenamt-berlin.de entstanden. Dieses wurde im Jahr 2007 mit dem Berliner Bürgerportal www.berlin.de/buergeraktiv zusammengelegt und mit Mittel aus dem Europäischen Sozialfonds zu einem gemeinsamen landesweiten Ehrenamtsnetz Bürgeraktiv Berlin weiter entwickelt.